# Zoic Studios
Zoic Studios est une société américaine d'effets spéciaux basée à Culver City, Californie. Elle crée des effets spéciaux pour des longs-métrages, des épisodes de séries télévisées, des jeux vidéo, des publicités et des médias interactifs. Le mot anglais « zoic » dérive d'un mot grec signifiant « vie ».  La société existe depuis 2002 et son premier travail a été sur la série télévisée Firefly.